# Lazare Picault
Lazare Picault (ur. ok. 1700 w Tulon, zm. 21 lutego 1748 w Pamplemousses) - francuski żeglarz, znany ze swoich badań archipelagu Seszeli. Chociaż nie był odkrywcą archipelagu (wcześniej wyspy odwiedzali Arabowie, Portugalczycy i Brytyjczycy), jako pierwszy dokonał poważnych pomiarów.
W 1742 roku w czasie ekspedycji na Ocean Indyjski Picault odkrył największą wyspę Seszeli i nazwał ją L’Île d’Abondance (Wyspą Obfitości) - dopiero w czasie drugiej ekspedycji w 1744 roku nadał jej obecną nazwę Mahé na cześć Mahé de La Bourdonnais - gubernatora Reunionu i Mauritiusa.
W 1744 roku Picault zbadał także inne wyspy archipelagu, m.in.:
- La Digue, nazwaną przez niego Ìle Rouge ze względu na znajdujące się na niej czerwonawe bloki granitu. W 1768 roku nazwę zmieniono na cześć statku we flocie Marca-Josepha Mariona du Fresne.
- Praslin, nazwaną przez niego Isle de Palmes ze względu na dużą liczbę rosnących tam palm. W 1768 roku nazwę zmieniono na cześć dyplomaty Césara Gabriela de Choiseul-Praslin.
- Fregate Island - nazwana tak z powodu na istniejące tam wówczas kolonie ptaków z rodziny fregat.

Na cześć Lazare'a Picaulta nazwano miejscowość, dystrykt i zatokę Baie Lazare na wyspie Mahé.